# Bältesvipa
Bältesvipa (Vanellus tricolor) är en fågel i familjen pipare inom ordningen vadarfåglar.

## Utseende och läte
Bältesvipan är en elegant vipa med en vit strimma genom ögat, en röd hudflik framför ögat och ett tjock svart bröstband som gett den sitt namn. Jämfört med maskvipan är den mindre och har kortare ben.

## Utbredning och systematik
Fågeln förekommer i södra Australien och på Tasmanien. Resultat från genetiska studier tyder på att den står nära likaledes australiska maskvipan, men även afrikanska långtåvipan. Den behandlas som monotypisk, det vill säga att den inte delas in i några underarter.

## Levnadssätt
Bältesvipan hittas i öppna och kortvuxna gräsmarker som betesmarker, flygfält, öppen savann, plogade fält och saltbuskfält. Den påträffas till skillnad från maskvipan i torrare området mer inåt land och är inte särskilt associerad med vattenmiljöer.

## Status
Arten har ett stort utbredningsområde och beståndet anses vara stabilt. Internationella naturvårdsunionen IUCN listar den därför som livskraftig (LC).